# Жюд, Мари-Жозефа
Мари Жозефа Жюд (фр. Marie-Josèphe Jude; род. 1968) — французская пианистка. Сестра танцора и балетмейстера Шарля Жюда.
Отец — француз, мать — китайско-вьетнамского происхождения. Окончила Парижскую консерваторию у Альдо Чикколини и Жана Клода Пеннетье (фортепиано) и Жана Юбо (камерный ансамбль), является также дипломированной арфисткой. Финалистка Конкурса пианистов имени Клары Хаскил (1989), лауреат премии «Виктуар де ля мюзик» (1995) в номинации «Музыкант — открытие года».
С момента знакомства в 1986 г. Жюд стала любимой исполнительницей французского композитора Мориса Оана, в её репертуаре также произведения Андре Жоливе, Анри Дютийё и других видных французских авторов XX века. В то же время большое внимание Жюд уделяет музыке Брамса (изданы уже пять альбомов Жюд с его сочинениями), вместе со скрипачом Паскалем Фонтанарозой записала все сонаты для скрипки и фортепиано Бетховена, ею записан диск сочинений Клары Шуман. Жюд выступала также в ансамбле с певицей Мирей Делюнш, кларнетистом Мишелем Порталем, виолончелистом Луисом Кларетом; особенно устойчиво её сотрудничество с пианистом Жаном Франсуа Эссе в работе над произведениями для двух фортепиано и для фортепиано в четыре руки (Венгерские танцы Брамса).